# Eureka (livro)
Eureka (em português: Eureca) é uma obra de não-ficção de autoria do escritor estadunidense Edgar Allan Poe, publicada pela primeira vez em 1848. Tem como subtítulo "Um poema em prosa" e, também, "Ensaio sobre o universo material e espiritual". O livro foi publicado em uma pequena edição de capa dura em março de 1848 pela editora Wiley & Putnam.
Nesta obra, Poe aborda a natureza do universo, contemplando, em sua discussão, elementos filosóficos e científicos.